# Теория концентрических кругов

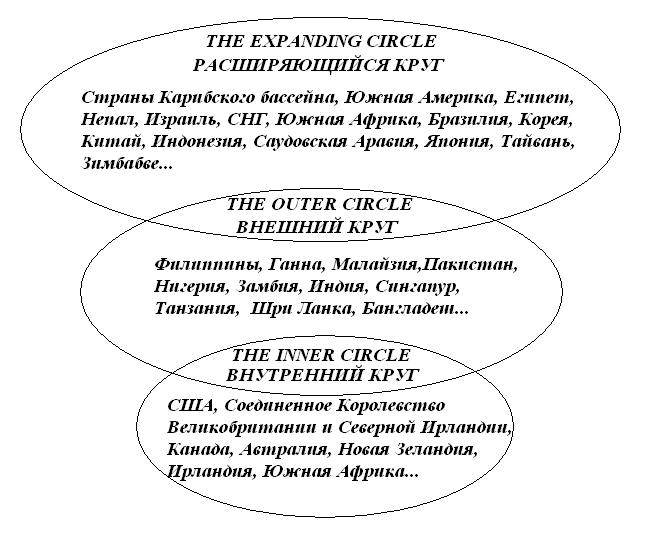

Теория концентрических кругов — это модель, предложенная ученым-глобалистом Браджем Качру, позволяющая оценить степень проникновения и влияния английского языка на различные языковые системы мира. Автор теории предлагает разместить страны, использующие английский язык во внутренний, внешний и расширяющиеся круги. Основаниями для включения варианта английского языка в тот иной круг являются исторические предпосылки формирования языка, отношение к языковой норме и выполняемые коммуникативные функции.

## Предпосылки создания теории
В виду глобализации и развития английского языка как языка международного общения встает вопрос о формах и вариантах употребления английского. Все больше ученых-лингвистов описывают различные наречия употребления английского в зависимости от культуры, а также автохтонского языка, вступившего с ним в контакт. Изучением вариативности английского языка занимается такое направление социолингвистики как контактная вариантология. Одним из первых лингвистов, начавших работать в данном направлении является Брадж Качру. Его концепция «Трех концентрических кругов» легла в основу теории вариантов английского языка. Брадж Качру стал основоположником направления лингвоконтактологии, которое уделяет особое внимание взаимовлиянию английского языка и других контактируемых с ним языков планеты. Брадж Качру и его американский коллега, лингвист Л. Смит, ввели понятие регионального варианта английского языка, которое может применяться в рамках всех трех концентрических кругов. Термин World Englishes закреплен в названии одноименного журнала, издаваемого издательством Blackwell.

## Суть теории
Теория трех концентрических кругов разделяет все страны, в которых употребляется английский язык на три группы (круга). В свою очередь, принадлежность к группе определяется историческими предпосылками и отношением к языковой норме.

### Внутренний круг
К внутреннему кругу относятся страны, в которых распространение английского языка связано с миграцией его носителей (первой диаспоры) из Англии в другие регионы. Так, к внутреннему кругу относятся страны, в которых английский язык является первым и официальным: Австралия, Новая Зеландия, Англия, Ирландия, англоговорящая часть Канады и Северной Африки, некоторые территории Карибских островов. Общее количество населения стран внутреннего круга — 380 миллионов человек, из которых 120 миллионов не являются гражданами США. Именно в странах внутреннего круга создаются нормы английского языка.

### Внешний круг
Внешний круг составляют страны, в прошлом колониально зависимые от англоговорящих наций. В данных регионах английский не является родным и коренным языком, т.к был принесен извне. Языковая ситуация в таких странах развивалась по двум моделям. Например, в Нигерии и Индии английский язык считался языком элиты общества, что объясняется тем, что лишь небольшой высокообразованный процент населения использовал его для общения. В других же странах, оказавшихся в зоне работорговли, такие как страны Барбадосских островов, Ямайка, английский язык стал приобретать новые формы и варианты — так появились пиджин и креольские языки. К странам внешнего круга также относятся Пакистан, Бангладеш, Малайзия, Танзания. Общее количество населения стран внешнего круга варьируется от 150 миллионов до 300 миллионов человек. В странах внешнего круга нормы английского языка изменяются и приспосабливаются к местному языку.

### Расширяющийся круг
Расширяющийся круг — это страны, в которых распространение английского языка не связано с историческими и политическими причинами. в данных регионах английский язык является лишь средством межкультурной коммуникации и является результатом массового изучения. Английский язык в данных странах не имеет официального статуса. К странам расширяющегося круга относятся Китай, Северная Корея, Египет, Индонезия, неанглоговорящая Европа, Россия. Количество населения данного круга составляет большую часть из вышеперечисленных кругов и трудно поддается расчётам. Это связано, с тем, что чаще всего на английском в данных странах говорят не все граждане государства, а лишь часть, для которых язык является средством общения, чаще всего для бизнеса. По примерным подсчетам, население стран данного круга от 100 миллионов до 1 миллиарда человек.

## Основные выводы Теории концентрических кругов[1]
- Английский язык, став языком межкультурного общения, перестал принадлежать только его носителям. Он в равной мере принадлежит всем, кто им пользуется.
- Все региональные варианты имеют свои языковые и функциональные особенности, которые проявляются в отклонениях от норм британского и американского английского языка и в инновациях. Отклонения могут проявляться в виде фонетического акцента или некоторых нарушений морфологических и синтаксических норм. 
- Каждому региональному варианту английского языка Б. Качру, соответствуют три вида норм: "нормообразующие" (norm-producing) варианты (британский, американский, канадский, австралийский, новозеландский английский язык), "норморазвивающие" (norm-developing) варианты, функционирующие как второй официальный язык, и "нормозависимые" (norm-dependent) варианты, ориентирующиеся преимущественно на британскую или американскую норму, но вместе с тем имеющие определенные типичные для этих региональных вариантов девиации и инновации (например, русский английский язык обычно принимает в качестве стандарта британскую или американскую норму).

## Другие теории вариантов английского языка

### Международная карта английского языка Стивенса
Самая первая модель распространения английского языка. Стивенс впервые указывает особенности и отличия английского английского от американского английского.

### Модель английского языка Мадиано
Модель Мадиано описывает особенности употребления английского языка и также представлена тремя кругами: к первому кругу относятся мировые стандарты использования английского языка, ко второму — особенности употребления английского языка в странах и регионах, к третьему — особенности английского на менее крупных территориях (например, в племенах).

### Модель английского языка Горлач
Описывает варианты использования английского в странах Европы.

## Направления развития теорий вариантов английского языка
Среди ученых-лингвистов в последнее время часто возникают споры относительно того, что английский язык может потерять своё международное значение, либо уступить место глобального языка какому-либо другому. Эксперты утверждают, что это может произойти как следствие сопротивления распространению английского языка странами — неносителями, такими, как, например, Франция. На данный момент в Интернете общаются на 1500 языках, и их количество растет.
```
«Когда Интернет только появился, язык общения был 100 % английский, так как Интернет появился в США. Однако, начиная с 1980-х г.г. статус английского начал изменяться. К 1995 г. всего 80 % общения в Интернете происходило на Английском языке, к 2001 г. — 60 % и тенденция снижения влияния английского языка сохраняется». Дэвид Кристал.
```

В то же время, специалисты утверждают, что английский язык останется глобальным и международным, и не уступит позиции другим языкам.